# Tella

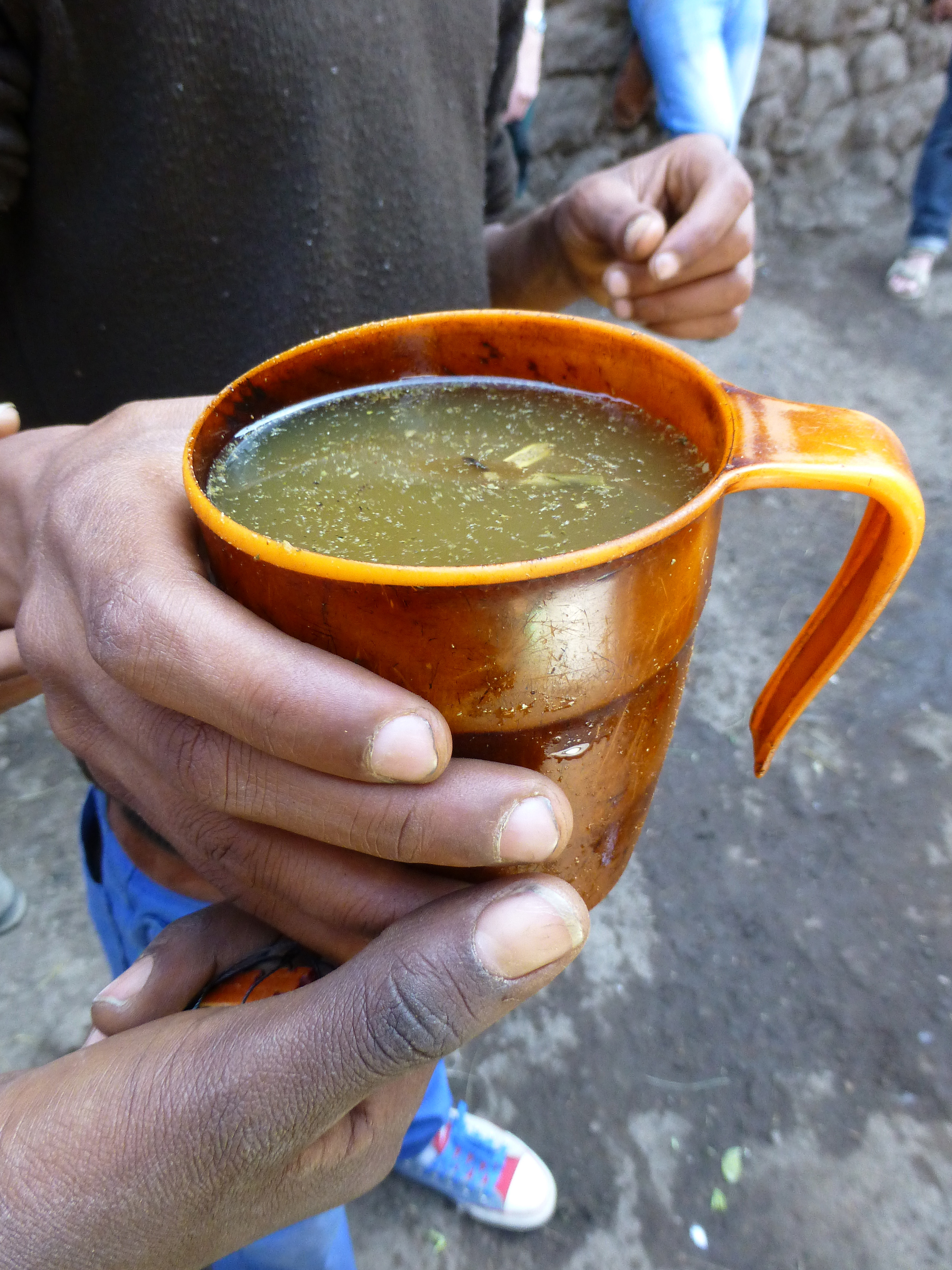
Etiopia — tella, tradycyjne piwo.

Tella (amharski: ጠላ, oromo: farso) – tradycyjne, niskoprocentowe piwo popularne w Etiopii. Wytwarzane zwyczajowo z ziaren tamtejszego zboża zwanego teff oraz szakłaka z gatunku Rhamnus prinoides, który zastępuje występujący w europejskim piwie chmiel. W niektórych regionach zamiast ziaren teffu używana jest również kukurydza, proso, sorgo lub jęczmień. Tella jest piwem warzonym zwyczajowo w warunkach domowych, pitym chętnie i o każdej porze dnia.